# Eishockey News
Die Eishockey News (kurz EHN, eigene Schreibweise Eishockey NEWS) ist die auflagenstärkste der deutschen Eishockeyfachzeitschriften. Sie erscheint seit 1993 wöchentlich jeden Dienstag und hat ihren Sitz in Straubing. Herausgeber ist der MZV Moderner Zeitschriften Vertrieb.

## Aufbau
Das Layout der Zeitung richtet sich nach den drei stärksten deutschen Eishockeyligen, der DEL, der DEL2 und der Oberliga. Im Oberligateil finden sich zudem Berichte über die von den Landesverbänden organisierten Amateurligen, die DNL und die Fraueneishockeyliga. Des Weiteren gibt es Berichte zur National Hockey League sowie zu internationalen Eishockeyligen.
Seit Februar 2011 erscheint die Zeitung im  Tabloid-Format mit einem Umfang von 72 Seiten pro Woche.

## Sonderhefte
Die Eishockey News geben mittlerweile für die drei stärksten deutschen Eishockeyligen Sonderhefte zum Saisonanfang heraus:
- DEL (seit 1996/97)
- 2. Eishockey-Bundesliga / DEL2 (seit 1996/97)
- Oberliga (seit 2005/06)

Kurz bevor in allen Ligen die Play-offs beginnen, werden die besten Spieler aller Ligen prämiert und seit 1999 in einem Sonderheft vorgestellt. Von 1998/99 bis 2004/05 erschien außerdem jährlich ein Sonderheft über das europäische Eishockey-Geschehen und ein weiteres zu Nordamerika. Von 2004/05 bis 2014 kam jährlich ein International Spezial heraus. Seit 2008/09 erscheint jährlich ein Vorschauheft für die NHL. Zum Saisonende erscheint ebenfalls ein jährliches Rückblicksheft seit 1996/97.

## ESBG-Allstar-Game
Die Leser der EHN konnten während des Bestehens der Veranstaltung Spieler aus der zweiten Liga und der Oberliga in die Mannschaften des ESBG-Allstar-Games wählen. Nach der Veranstaltung bot die Zeitung zudem die Trikots zum Verkauf an.

## Eishockeypreise
Die EHN vergibt jährlich die Preise Eishockeyspieler des Jahres, Torhüter des Jahres, bester Verteidiger, bester Aussenstümer, bester Mittelstürmer, Rookie des Jahres, Trainer des Jahres, Manager des Jahres. Die Preisträger werden in einer Umfrage unter Trainern, Managern, Ex-Nationalspielern und Fachjournalisten aus den jeweiligen Ligenstandorten ermittelt. Sie werden für die DEL, DEL2 und Oberliga getrennt ermittelt und vergeben.